# Кампен, Иоганн ван
Иоганн ван Кампен (род. 1490; ум. в 1538 году в Фрайбург-им-Брайсгау) — христианский гебраист, автор популярных изданий.
Преподавал еврейский язык в Лёвене и Кракове.
Автор еврейской грамматики, составленной по сочинению Элии Левиты (Краков, 1534; Париж, 1539, 1543), а также замечательного по точности грамматического анализа комментария к Псалмам, который был издан им же впервые в 1533 г. в Париже. Книга имела большой успех и многократно издавалась (Лейден, 1534; Базель, 1548 и т. д.).